# Justo Molina
Justo de Molina Basconcelos fue un explorador, baqueano y lenguaraz chileno, nacido en la Tucapel en 1745. Hasta 1773 se desempeñó como Capitán de Milicias de la Frontera. En 1781 es nombrado Capitán de Caballería de Milicias en el Fuerte de Tucapel Nuevo.

## Antecedentes de sus exploraciones
Profundo conocedor de la accidentada geografía de la zona y sus habitantes, compartió con los pehuenches incursiones de reconocimiento, como aquella que realizara junto al cacique Butacolimilla en 1798 para reconocer el camino que conducía a Mendoza; y la que en 1799 hicieran siguiendo el curso del río Neuquén, en compañía de 105 indios durante 17 días. Hablaba la lengua mapuche, lo que le permitió comunicarse con facilidad con los caciques pehuenches y ranqueles. Debido a estos atributos fue designado por el capitán general de Chile Luis Muñoz de Guzmán y por el Virrey Rafael de Sobremonte en 1804, para buscar un camino más directo entre Concepción (Chile) y Buenos Aires, tal como lo había ordenado por Real Cédula el Rey de España Carlos IV en 1793. La finalidad era la de mejorar la actividad comercial, atravesando territorios desconocidos y habitados por los indios, con la intención de integrarlos a los designios de la corona, en el marco de un contexto geopolítico. 

## Su histórico viaje
Justo de Molina Basconcelos parte de Chillán en 1804, acompañado entre otros por dos de sus hijos y el capitán Jara, cruzando por el Paso de Alico (actual Paso de Laguna de Epulafquen) en compañía de un grupo de pehuenches, con rumbo al corazón de la Pampa a través del Mamüll Mapu y con destino a Buenos Aires. Ve frustrado este intento ante la crecida del Chadileuvú y se dirige hacia Mendoza y por el camino de postas a la capital del Virreinato. Auxiliado por Sobremonte emprende el regreso en 1805, pudiendo esta vez llegar hasta los toldos de Carripilún en Marivil, principal jefe ranquel por entonces, para continuar su viaje y a través del paso Pichachén arribar al fuerte de Antuco (Ballenar). 
Una vez finalizado el viaje en Antuco, Molina habría de trasladarse a la ciudad de Concepción, donde bajo la denominación de "Advertencias", la que formaría parte de su diario de viaje, elabora una síntesis de su experiencia, fundamentando la viabilidad de la ruta por él transitada.

## Su propuesta es aceptada
El camino propuesto por Molina, habría de contar con el beneplácito del gobierno de Chile, quien se expresa en forma favorable al proyecto de Molina mediante el dictamen de Luis de Alava del 19 de septiembre de 1805, no solo por el paso cordillerano a atravesar, sino también porque plantea una ruta más corta y directa, que favorecería el intercambio comercial, ya que este era uno de los fundamentos básicos de la expedición. Ello marcaba la disimilitud con el trayecto seguido por Cerro y Zamudio, y Souillac.
A partir del dictamen de Luis de Alava, el capitán general de Chile, Luis Muñoz de Guzmán, resuelve profundizar la experiencia de Molina, disponiendo recorrer nuevamente la ruta seguida por éste a Buenos Aires, pero en esta oportunidad acompañado por el alcalde provincial de Concepción Don Luis De la Cruz, reconocido como “un sujeto instruido y de luces”, quien se había ofrecido a hacer el viaje a su costa. 
Es así que en 1806, Justo Molina oficia de práctico en la expedición que dirige Luis de la Cruz y que uniría Fuerte Ballenar con Melincué.

## La trascendencia de su aporte
De humilde condición económica, Justo de Molina Basconcelos, no tendría la trascendencia de Luis de la Cruz, quien fuera autor de un rico diario de viaje. Sin embargo por su decisión y coraje se convirtió en uno de los exploradores más notables que cruzaron la Cordillera de los Andes y atravesaron las desconocidas Pampas. Al respecto el destacado historiador Ramiro Martínez Sierra en su libro "El Mapa de las Pampas" dice: “Muy justicieras resultan estas palabras escritas en el dictamen –de las pocas que hemos leído en alabanza de Molina-, porque si pueden señalarse deficiencias técnicas en sus descripciones, ellas son disculpables si se tiene en cuenta que no poseía conocimientos que le evitaran incurrir en errores. Lo que no puede ponerse en dudas es su osadía y tenacidad, comparables con las de los exploradores legendarios”. En otro párrafo de su obra, agrega: “Los padecimientos que debió soportar en su empeño lo colocan en la categoría de héroe en la historia del conocimiento geográfico de las pampas”. Y más adelante: “Justo de Molina Basconcelos había dado cima a la singular hazaña de ser el primer “huinca” que había cruzado diagonalmente a las pampas en toda su integridad, penetrando hasta su mismo corazón, allí donde residía el poderoso Carripilún. Muchos contratiempos le había tocado arrostrar desde que saliera hacía más de un año desde la ciudad de Chillán, hollando rastrilladas por las que jamás había pasado un blanco y dando una de las más grandes pruebas de intrepidez de que fueran testigo las pampas.”
La información que Molina recopila a través de su diario de la Pampa desierta, de sus accidentes naturales y moradores, aún con ciertos errores, constituye uno de los primeros elementos de referencia geográficos de estas latitudes, cuyo mérito aquilatado no se ha visto correspondido con el reconocimiento que la cronología histórica debiera haber difundido. 	
La figura de Justo Molina es de sumo valor por sus dotes personales, por su valentía y desprendimiento, y por la epopeya de su viaje, cuya descripción permite reconocer las características geográficas de entonces, a lo largo de su dilatado periplo.
Debido a los servicios prestados a la Corona Española por sus dos viajes, esta le concedió tierras en Tucapel, su pueblo. Inmediatamente producido el cruce de los Andes por San Martín, adhirió a la causa patriótica y fue nombrado Capitán de Caballería del Ejército. En Tucapel, a su costa, organizó y comandó una compañía. En un combate fue tomado prisionero y trasladado por los realistas a la isla de Quiriquina, donde falleció en 1817.
- Datos: Q5956973